# Écouis
Écouis is een gemeente in het Franse departement Eure (regio Normandië) en telt 716 inwoners (1999). De plaats maakt deel uit van het arrondissement Les Andelys.

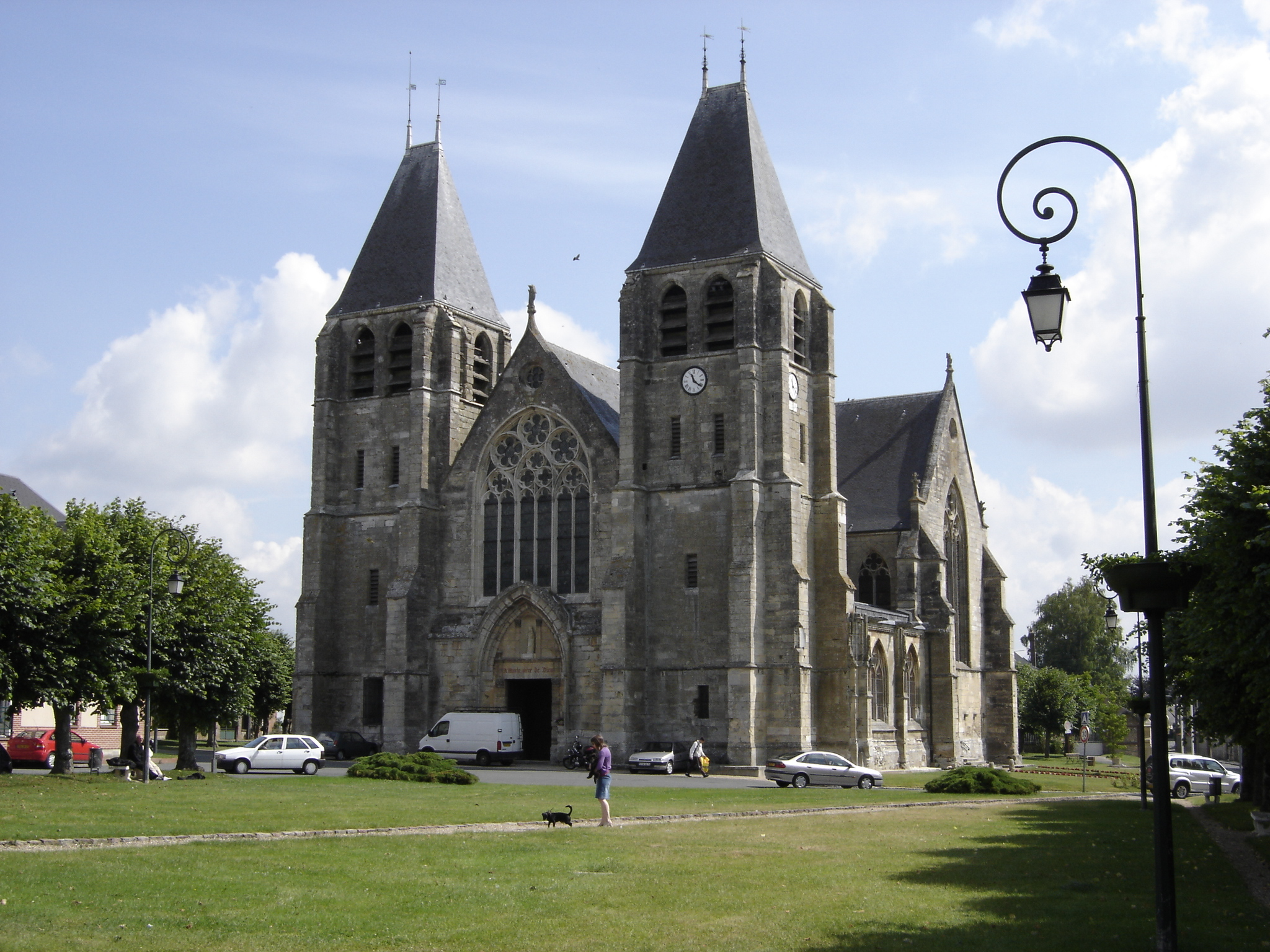
Collégiale d'Ecouis

## Geografie
De oppervlakte van Écouis bedraagt 13,0 km², de bevolkingsdichtheid is 55,1 inwoners per km².
De onderstaande kaart toont de ligging van Écouis met de belangrijkste infrastructuur en aangrenzende gemeenten.

## Demografie
Onderstaande figuur toont het verloop van het inwonertal (bron: INSEE-tellingen).